# Bezzia bromeliae
Bezzia bromeliae är en tvåvingeart som beskrevs av Gustavo R. Spinelli 1991. Bezzia bromeliae ingår i släktet Bezzia och familjen svidknott.
Artens utbredningsområde är Panama. Inga underarter finns listade i Catalogue of Life.